# Än lever våra fäders tro
Än lever våra fäders tro är en sång med text från 1849 av Frederick William Faber. Sången översattes till svenska 1919 av Gustaf Adolf Gustafson och texten har bearbetats 1928 av Carl Gustaf Lundin och 1986 av Harry Lindström. Sångens verser sjungs till en melodi från 1864 av Henri F. Hemy och refrängens melodi skrevs 1874 av James George Walton.

## Publicerad i
- Psalmer och Sånger 1987 som nr 483 under rubriken "Kyrkan och nådemedlen – Vittnesbörd – tjänst – mission".[1]